# Euler-klasse
In de algebraïsche topologie, een deelgebied van de wiskunde, is de Euler-klasse, vernoemd naar Leonhard Euler, een karakteristieke klasse van georiënteerde, reële vectorbundels. Net als andere karakteristieke klassen meet de Euler-klasse hoe "gedraaid" de vectorbundel is. In het geval van de raakbundel van een gladde variëteit veralgemeent de Euler-klasse de klassieke notie van de Euler-karakteristiek.